# Ingvar Feodor Kamprad
Feodor Ingvar Kamprad, švedski podjetnik in trgovec, * 30. marec 1926, Agunnaryd, Ljungby, Švedska, † 27. januar 2018, Småland, Švedska.
Bil je ustanovitelj in lastnik verige pohištvenih trgovin IKEA. Navzven skromna in zadržana osebnost, je bil s 33 milijardami dolarjev premoženja - ocena v letu 2007 po reviji Forbes  - najbogatejši Evropejec.